# Глен Коув
Глен Коув (на английски: Glen Cove) е град в окръг Насау, щат Ню Йорк, Съединени американски щати. Намира се на северния бряг на остров Лонг Айлънд, на 40 km североизточно от центъра на град Ню Йорк. Населението му е 27 500 души (по приблизителна оценка от 2017 г.).
В Глен Коув е родена певицата Ашанти (р. 1980).